# Тиктаалик
Тиктаа́лик (лат. Tiktaalik roseae) — вид ископаемых лопастепёрых рыб из позднего девона (франский век), имевших много общих черт с четвероногими. Название означает «налим» на языке инуитов, населяющих арктическую Канаду. Ископаемые остатки были обнаружены в 2004 году в отложениях позднего девона (около 380 млн лет назад) на острове Элсмир (территория Нунавут, север Канады) палеонтологами Эдвардом Дешлером, Нилом Шубиным и Фаришем Дженкинсом.
Переходная форма между рыбами и наземными позвоночными.

## Происхождение названия
Находка была сделана на канадской территории Нунавут, где обитают эскимосские племена. В 2006 году Нил Шубин послал Совету старейшин территории просьбу выбрать для находки имя. Совет старейшин предложил два варианта: Siksagiaq и Tiktaalik. Из соображений удобопроизносимости был выбран второй вариант, который на языке инуктитут означает «налим».

## Описание

Сравнительный размер

Тиктаалик является переходным звеном между рыбами и наземными позвоночными. В его строении сочетаются черты тех и других.
Признаки, свойственные рыбам: жабры и чешуя.
Признаки, характерные для переходных форм от рыб к четвероногим: строение костей и суставов конечностей, в том числе функциональный лучезапястный сустав, свойственный четвероногим, при наличии плавников, а также строение уха.
Признаки, традиционно приписываемые четвероногим: рёбра, по строению схожие с рёбрами четвероногих; подвижный шейный отдел; лёгкие.

## История открытия

Мультипликационная реконструкция локомоции

Согласно палеонтологическим данным, находки самых ранних полностью сформировавшихся амфибий относятся к отложениям возрастом 365 млн лет. В отложениях возрастом 385 млн лет до сих пор не было обнаружено никаких следов животных, которых можно классифицировать как переходные формы между рыбами и земноводными. Таким образом, наиболее вероятно нахождение переходных форм в отложениях возрастом около 375 млн лет. На североамериканском континенте известно три места, где отложения этого периода, относящиеся к дельтам крупных рек, выходят на поверхность. Они находятся в штате Пенсильвания (США), Восточной Гренландии и на арктических островах Канады.
Район Восточной Гренландии к началу 2000-х годов был хорошо изучен. Именно здесь Дженни Клек из Кембриджского университета нашла самое древнее известное земноводное. В штате Пенсильвания на месте взрывных работ при строительстве дороги Нил Шубин (один из первооткрывателей тиктаалика) нашёл лопатку, относящуюся к древнему земноводному Hynerpeton возрастом 360 млн лет. Территория же канадских арктических островов была совершенно не исследована палеонтологами. Именно из этих соображений Нил Шубин в 1999 году предпринял экспедицию на остров Мелвилл на крайнем западе канадской Арктики.
Поверхность острова Мелвилл представляла собой отложения, сформировавшиеся на дне древнего океана. Здесь было найдено множество останков глубоководных рыб, однако найти здесь переходные формы оказалось невозможным. Нужны были отложения древних озёр и речных мелководий, поэтому в 2000 году экспедиция переместилась восточнее — на остров Элсмир, который 375 млн лет назад представлял собой побережье древнего континента Лаврентия и располагался в районе экватора. В конце полевого сезона 2000 года экспедицию ждала удача — был найден слой с большим количеством останков рыб. Но только в 2004 году исследователи обнаружили ископаемые остатки рыбы с плоской уширенной головой, передние конечности которой были сформированы сходно с тетраподами — к лопатке крепилось подобие плечевой кости, затем парные кости, соответствующие лучевой и локтевой, затем множество костей, сходных с запястьем и пальцами. Возраст находки составил 375 млн лет.

## Фотографии окаменелостей[4]

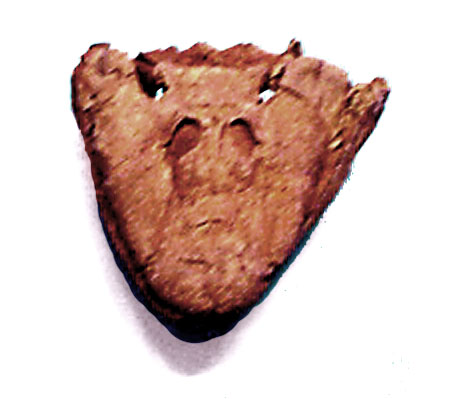
Череп, спереди
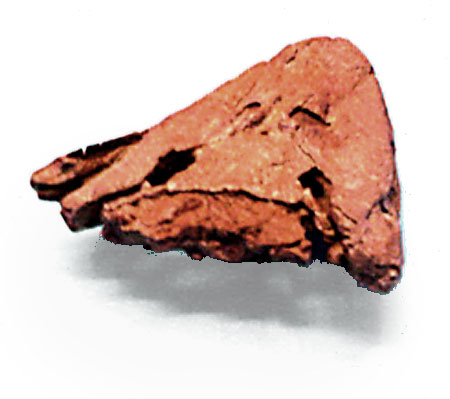
Череп, сзади
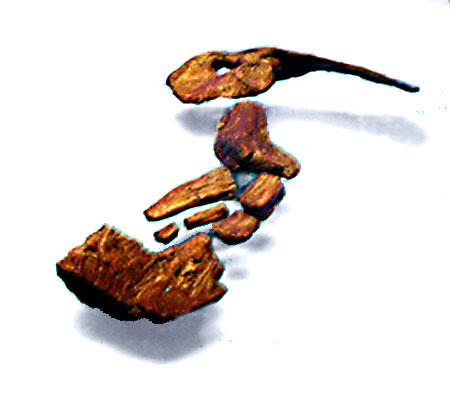
Конечность, от плавника к плечу
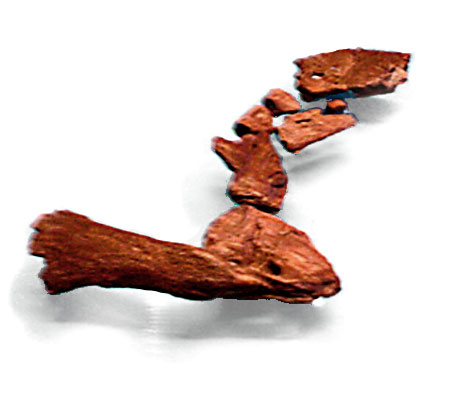
Конечность, от плеча к плавнику

## Примечания

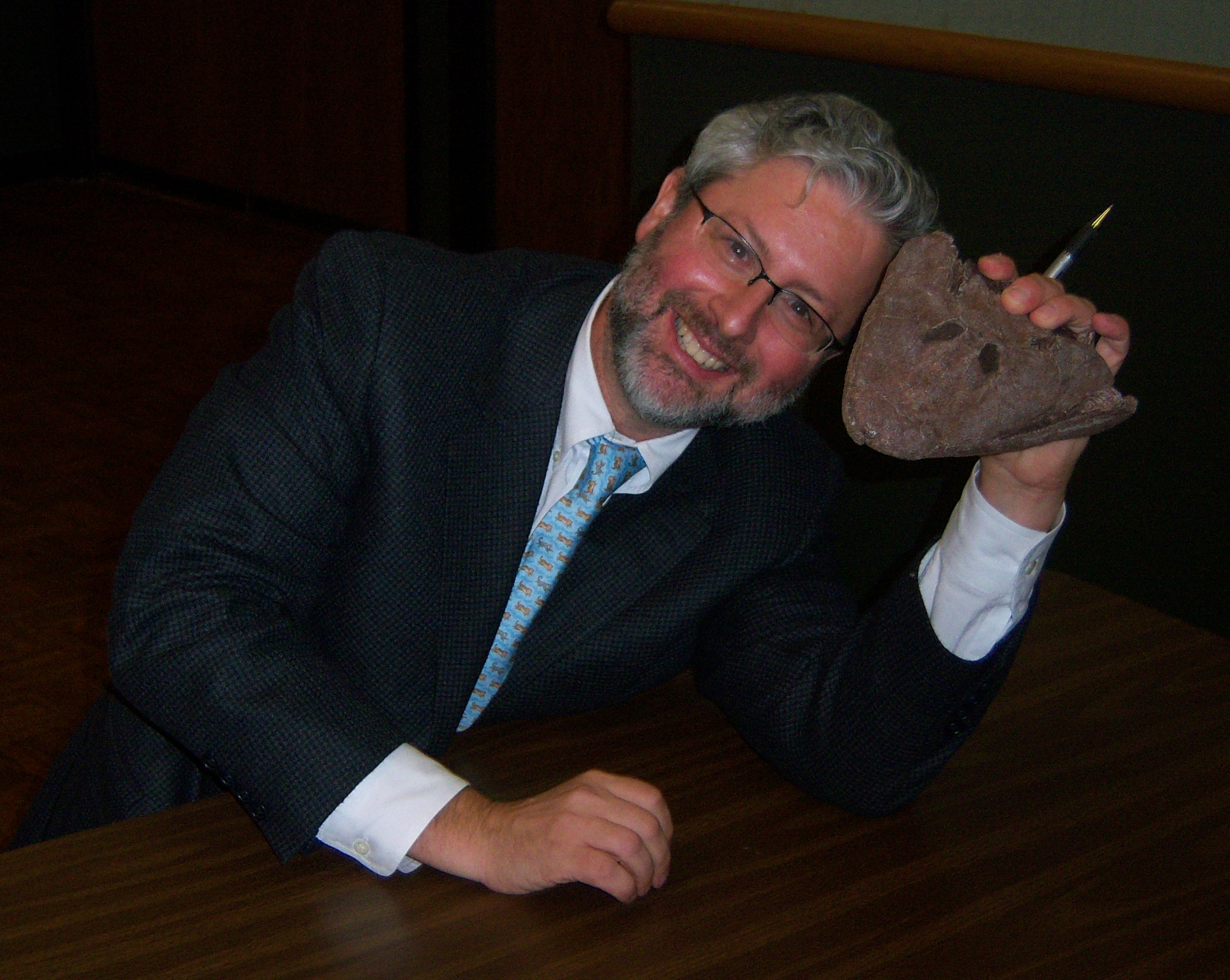
Нил Шубин со слепком черепа тиктаалика